# Gley Lancer
Gley Lancer — видеоигра в жанре горизонтального скролл-шутера, разработанная компанией NCS и выпущенная в 1992 году эксклюзивно для игровой консоли Sega Mega Drive. Хотя часть сообщений в игре написана на английском языке, она была выпущена только в Японии. Официальный выпуск игры в других странах состоялся в 2008 году при переиздании её на сервисе Virtual Console для Nintendo Wii. До этого существовал любительский перевод в виде патча для японской версии игры.

## Сюжет

Кадр из игры

Сюжет игры рассказывается в заставках в стиле манга. В 2025 году начинается война между людьми и таинственной расой пришельцев. Адмирал флота Федерации, Кен, был телепортирован пришельцами вместе с его кораблём с поля боя. Его 16-летняя дочь, Люсия, с помощью её друга Тейма похищает прототип истребителя CSH-01-XA "Gleylancer" и отправляется на поиски отца.
Несуществующее слово "Gley" в названии истребителя, вероятно, является ошибкой произношения, и правильным названием является "Grey Lancer" (серый всадник с копьём). Ошибка могла быть допущена по причине отсутствия в японском языке различий между звуками «эр» и «эл».

## Игровой процесс
В начале игры игрок должен выбрать один из семи режимов поведения спутников, сопровождающих корабль игрока и являющихся дополнительным оружием. Основное оружие может быть изменено при взятии призов, появляющихся после уничтожения специальных капсул.
В игре 11 уровней. В конце каждого уровня, за исключением десятого, присутствует босс.